# Lydeffekt
Lydeffekter er kunstige lyde, der er lagt på bagefter i forskellige medier som film, tv og computerspil, nogle gange endda i teater forestillinger. I tegneserier er lydeffekter dog illustreret, ofte nogle gange som en henvisning til filmen og nogle gange for at tydeliggøre handlingen.
I forbindelse med film og tv, lydeffekter refererer til et helt hierarki af lyd elementer, hvis produktion omfatter mange forskellige discipliner, herunder:
- Hårde lydeffekter er almindelige lyde, der vises på skærmen, såsom dør smækker, skud, eller biler der kører forbi.
- Baggrund (eller BG) lydeffekter er lyde, der ikke udtrykkeligt er synkroniseret med billedet, men viser indstillingen til publikum, såsom skov lyde, den summende lyd af lysstofrør, og bilens interiør. Lyden af mennesker, der taler i baggrunden er også at betragte som en "BG", men kun hvis talen er uforståelig, og sproget er uigenkendelige (dette er kendt som Walla). Denne baggrundsstøj kaldes også stemning eller atmosfære.